# Polymerurus squammofurcatus
Polymerurus squammofurcatus är en djurart som tillhör fylumet bukhårsdjur, och som först beskrevs av Perobrajenskaja 1926.  Polymerurus squammofurcatus ingår i släktet Polymerurus och familjen Chaetonotidae. Inga underarter finns listade i Catalogue of Life.